# Zbrojnice (Hradec Králové)
Zbrojnice (též pevnostní zbrojnice) je budova z 2. poloviny 18. století, součást bývalé barokní pevnosti Hradec Králové. V roce 2010 byl objekt společně s komplexem Nálepkových kasáren přebudován na hotel.

## Historie
Budova zbrojnice byla vystavěna kolem roku 1780, jiné prameny uvádějí období 1787–90. Byla součástí systému barokního opevnění města Hradec Králové a přehrazovala hrdlo kavalíru XXVI v bastionu III.  
V roce 2003 byla budova převedena do majetku města a v roce 2006 prodána soukromé společnosti se záměrem přestavět objekt zbrojnice společně s celým komplexem tzv. Nálepkových kasáren pro nové využití (hotel, bytové domy, parkování atd.). Rekonstrukce byla dokončena v roce 2010 a konkrétně budova bývalé zbrojnice byla přestavěna na hotel.

## Architektura
Pozdně barokní budova je situována v ulici Jana Koziny, naproti objektu střední zdravotnické školy. Půdorys je obdélníkový, o rozměrech 84 × 13 metrů, střecha je valbová. Průčelí směřující do ulice je devatenáctiosé a uprostřed má vstupní portál z bosovaných pískovcových kvádrů, z nichž pak vedou ploché vodorovné pásy po celém přízemí budovy. Tyto pásy protínají i okenní otvory. Další horizontální pás pak odděluje první a druhé patro budovy a poslední pás je u korunní římsy. Okna jsou vsazena v jednoduchých pískovcových šambránách. Zajímavé je průčelí směřující do dvora bývalých kasáren: má devět arkádových oblouků, z nichž tři obsahují dveře a ostatní mají vezděný parapet a obsahují oblouková okna do arkádové chodby. Všechny tyto oblouky jsou, podobě jako vstupní portál na protější fasádě, lemovány bosovanými pískovcovými kvádry, z nichž opět vedou ploché vodorovné pásy. Všechny místnosti v přízemí budovy jsou klenuté.